# Wilhelm Crisolli
Wilhelm Crisolli (* 20. Januar 1895 in Berlin; † 12. September 1944 bei Porretta Terme oder in Modena, Italien) war ein deutscher Generalmajor im Zweiten Weltkrieg.

## Leben
Wilhelm Crisolli war der Sohn des Juristen Rudolf Crisolli (1854–1922) und der Auguste Kosky, seine Brüder waren die Juristen Julius (* 1894) und Karl-August Crisolli (1900–1935).
Er trat zu Beginn des Ersten Weltkriegs am 4. August 1914 als Fahnenjunker in das Jäger-Regiment zu Pferde Nr. 4 in Stolp ein. Nach einem Fahnenjunkerlehrgang in Döberitz stand er ab dem 14. Dezember 1914 im Felde und wurde Ende 1915 zum Leutnant befördert. Den Krieg verbrachte er großteils an der Ostfront, 1918 diente er in Frankreich. Er erhielt beide Klassen des Eisernen Kreuzes.
Nach dem Krieg diente er zunächst in Pommern in einem Freikorps. Er wurde in die Reichswehr übernommen und in Stolp stationiert. 1925 wurde er zum Oberleutnant befördert. 1928 begann er die Generalstabsausbildung an der Infanterieschule in Dresden, 1930 wurde er zum Rittmeister befördert, 1935 zum Major, 1938 zum Oberstleutnant (siehe auch Aufrüstung der Wehrmacht). Von 1935 bis 1938 lehrte er als Taktiklehrer an der Kriegsschule in Potsdam. Zum 9. November 1938 wurde er Kommandeur der I. Abteilung des Kavallerie-Schützen-Regiments 9 in Sorau.
Im September 1939 nahm er am Überfall auf Polen teil. Im Frühjahr 1940 war er an der Westfront eingesetzt. Seine Einheit war im April 1941 während des Balkanfeldzuges an der Eroberung Belgrads beteiligt. Er erhielt am 15. Juli 1941 das Ritterkreuz des Eisernen Kreuzes. und wurde am 1. August 1941 zum Oberst befördert. Am 31. Januar 1942 wurde er an der russischen Front schwer verwundet und war sechs Wochen lang in einem Kurlazarett in Marienbad. Von Mai bis Ende Oktober 1942 war er Kommandeur der Schützen-Brigade 13 an der russischen Front. Anschließend wurde Crisolli in die Führerreserve versetzt und war zugleich zeitweise mit der Führung der 13. und 16. Panzer-Division sowie der 333. Infanterie-Division und der 6. Panzer-Division beauftragt. Am 1. November 1943 übernahm er die in Jütland stationierte ehemalige 20. Luftwaffen-Felddivision, später Radfahr-Verband und 20. Luftwaffen-Sturm-Division. Zum 1. Februar 1944 wurde er deren Kommandeur und zum Generalmajor ernannt. Im Mai 1944 kämpfte er mit dieser Division in Ober- und Mittelitalien. In der zweiten Septemberwoche 1944 geriet Crisolli im Apennin in einen Hinterhalt italienischer Partisanen, als er in einem offenen Kübelwagen von einer Konferenz im Hauptquartier des Korps zurückkehrte.
Er erlitt eine schwere Kopfverletzung und starb an dieser am 12. September 1944 entweder bei Porretta Terme oder in einem Lazarett in Modena. Am 25. März 1945 wurde er postum mit Wirkung vom 1. September 1944 zum Generalleutnant befördert.
Er wurde zunächst in Modena begraben und liegt heute auf dem deutschen Soldatenfriedhof am Futapass.
Sein Enkel Thomas Medicus verfasste 2004 ein Buch über seinen Großvater und das Schweigen in seiner Familie über dessen Tod.

## Sonstiges
Fridolin von Senger und Etterlin, damals Generalleutnant und Kommandeur des XIV. Panzerkorps, schrieb später, er selbst sei damals in Italien in einem kleinen Volkswagen gefahren und habe dabei jeden Hinweis auf seinen militärischen Rang vermieden (keine Schulterklappen, Generalsmütze, Standarte). Crisolli und andere seien nicht so vorsichtig gewesen.